# Мешков, Пётр Захарович
Пётр Захарович Мешков — советский хозяйственный, государственный и политический деятель, Герой Социалистического Труда.

## Биография
Родился в 1910 году в селе Казгулак. Член КПСС с 1932 года.
С 1920 года — на хозяйственной, общественной и политической работе. В 1920—1961 гг. — мастеровой, секретарь комсомольской ячейки, секретарь партийной ячейки коммуны «Борьба за социализм», председатель колхоза имени Ворошилова, заведующий Ейским районным земельным отделом, в партизанском отряде «Зоркий», командир взвода, заведующий сельскохозяйственным отделом исполкома Ейского районного Совета, председатель колхоза «Россия» Ейского района Краснодарского края, председатель колхоза имени М. И. Калинина в станице Копанская.
Указом Президиума Верховного Совета СССР от 31 октября 1957 года присвоено звание Героя Социалистического Труда с вручением ордена Ленина и золотой медали «Серп и Молот».
Избирался депутатом Верховного Совета СССР 5-го созыва. Делегат XX съезда КПСС.
Умер в Москве в 1961 году.